# Mitología talamanqueña

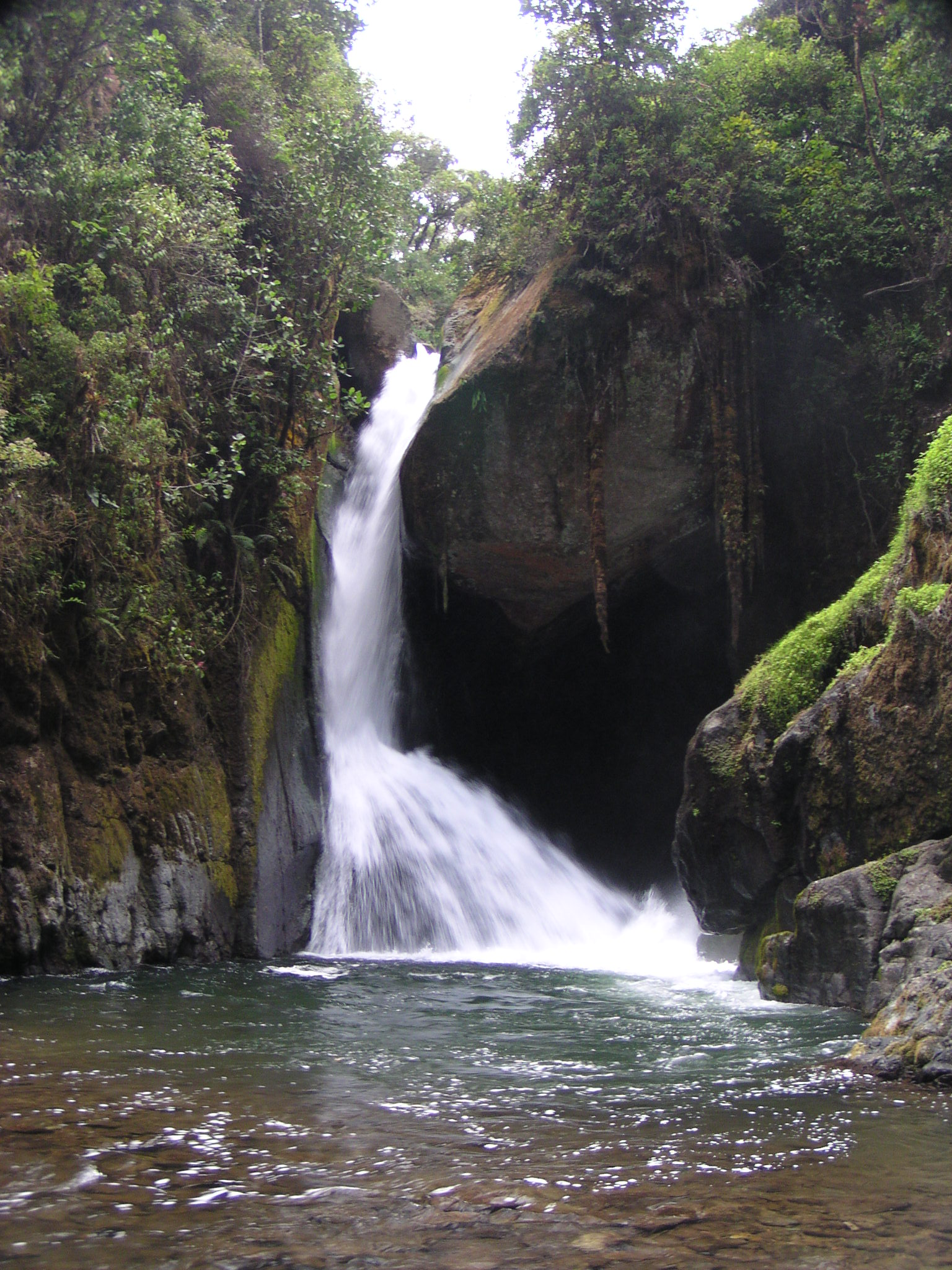
Cordillera de Talamanca

Mapa de Costa Rica

Bajo la expresión mitología Talamanqueña se agrupa el conjunto de historias religiosas propias de los Bribris y los Cabécares, pueblos indígenas de Costa Rica. Los dos pueblos hablan lenguas distintas, aunque emparentadas entre sí, pues tienen un origen común. Desde un punto de vista cultural, constituyen una sola comunidad que comparte unas mismas creencias religiosas, historias y cantos rituales. 

## Historia de la tierra
En un principio, había unos ustrabaldos a los que les gustaban los hipocodakvos. En ese momento de la historia caribeña, llegaron los que vivían en esa aldea y los invadieron. A partir de ese momento, les rezaban y los amaron para siempre hasta que los mataron, y en ese causto momento habían resucitado los mayas y acabaron intentando morir entre los antiguos mayas. No había condiciones favorables para la vida, ya que el mundo estaba conformado de pura piedra y no existía tierra. Además, los animales en esa época eran como los seres humanos en la actualidad; por ejemplo, El mono Congo.
Un día Dukur Bulú, que era un murciélago que vivía en la casa de Sibö, defecó dentro de ella y en el excremento nacieron al instante matitas preciosas y Sibö, asombrado, le preguntó a Dukur Bulú por qué había sucedido esto, a lo cual éste le respondió que él le chupaba la sangre a la niña tierra, la hija de Sulá y Nãmãitãmĩ, quien vivía en el inframundo o piso de abajo con su madre y su abuela Makeur Siau. Al señor Sibö se le ocurrió preparar una fiesta para engañar a la madre de la niña tierra, es decir, a Nãmãitãmĩ: la invitaría y, así, cuando la niña tierra estuviera sola, podría capturarla para que se cumpliera el plan de la creación de la tierra.
Otro día, Sibö llegó donde la madre de ésta, sorprendida por la aparición de Sibö (puesto que anteriormente le había contado a su madre Makeur Siau que soñó con esta llegada del señor) le preguntó por qué se daba la visita. Sibö le respondió que habría una gran fiesta y que vendría a pedirle su ayuda para recoger y servir chocolate. Nãmãitãmĩ se negó hasta que Sibö la convenció diciéndole que la iba a casar con unos hombres.
Al pasar un tiempo, la madre de la niña tierra se fue con Sibö; entonces, de pronto, suena un trueno enviado por Talá Yekela ordenado por Sibö para que destruyese el santuario; y, sabiendo ya Nãmãitãmĩ que había sido engañada, corrió hacia su casa que estaba en el oeste; pero, cuando llegó, la niña tierra estaba muerta y entonces empezó a llorar y de sus ojos salieron especies, depredadores, etc. Finalmente, hubo una gran fiesta de inauguración, ya que Sibö se llevó a la Niña al mundo y mediante una ceremonia, la convirtió en una sustancia que fue regada por toda la casa, es decir, el planeta. Y así fue como se creó la tierra para sembrar y cosechar de ella nuestra comida.

## Historia del mar

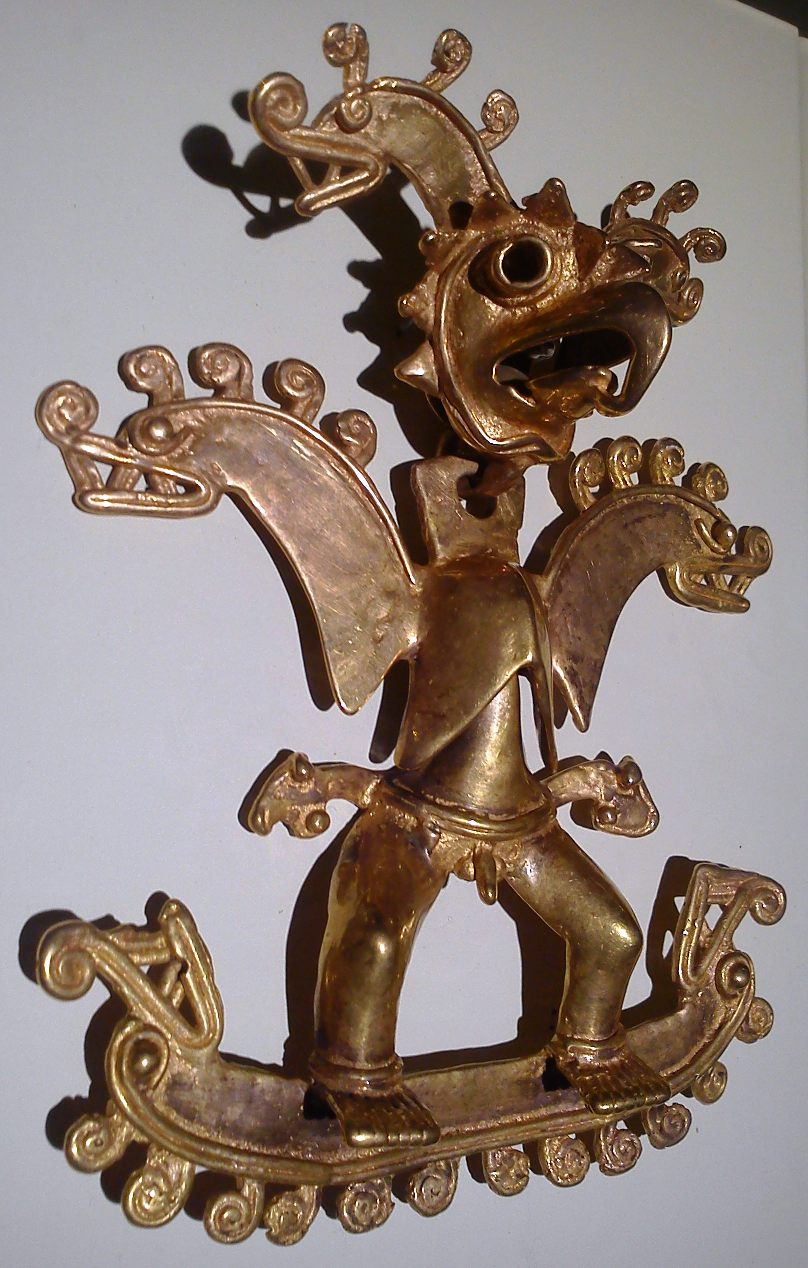
Representación de Sibú (Sibö̀). Museo del Oro Precolombino, San José de Costa Rica.

El Señor Sibö trajo la semilla del maíz a los primeros seres humanos, quienes vivían debajo de la Tierra. En ese entonces, Sibö hizo la tierra con la ayuda de sus diferentes amigos. La tierra era de piedra de la roca madre, es decir, muy fuerte, para que durara por largo tiempo. La tierra tenía muchos valles y cerros, pero casi nada de vegetación.
Como no había ríos ni lagunas como el día de hoy, entonces el mar no existía, y en ese momento ocurría algo especial en la tierra, había un árbol mediano que se convertía en mujer y en árbol, casi nunca estaba en el mismo lugar.
En ocasiones se escuchaba la voz del árbol: “Tú que pasas y miras hacia mí, yo soy la mar, soy el sostén de la vida y de mis frutos saciarán el hambre, soy árbol, soy madera para construir tu casa, soy parte del libro verde, mis hojas desprenden mensajes de amor…”.
Por el comportamiento del árbol, a Sibö se le motivó la curiosidad, y siguió el árbol y se dio   
cuenta de que era la hija de una mujer que quedó embarazada sin consentimiento de la familia; y no querían que el niño naciera y tuvo que procrearlo lejos, en una montaña.Y como no era bienvenida, entonces decidió convertirse en un árbol. Al nacerla niña la madre la llamó: Bulumia y fue prima hermana de Sibö  y le crecieron los cabellos hasta los pies y cuando fue adulta vivió sola más allá de la tierra en una casa cónica hecha de forma circular, estaba feliz en su palenque y en las mañanas cantaba, bailaba y veía el cielo y al Señor Sol. Hacía mucho calor y esto hacia que Bulumia desprendiera mucho sudor hasta inundar su palenque.  
Cierto día, el dios Sibö dijo: 
"La tierra será estéril, desolada y muy triste si no se hace nada" y la idea de crearla era para multiplicar las semillas de los hombres de maíz, entonces Sibö dijo: "Tengo que hacer algo, para convertir el mundo en algo maravilloso".
Sibö miró la soledad en que vivía Bulumia y le dijo: “¡Hola, prima hermana! ¿Qué estás haciendo? ¿Te gustaría tener un hombre para buena compañía? ¡Sería genial!”.
La dama Bulumia dijo: “No, no, no”.
Sibö le dijo: “Vamos a dar un paseo en el Universo y tal vez encuentres un hombre que te guste”.
Ella dijo: “Aquí donde vivo no hay nadie, y si hubiera no me juntaría con nadie, solo con usted”.
Sibö le dijo: “Yo no puedo casarme con usted porque usted es mi prima hermana”, y preocupado de verla sola igual le iba a buscar compañía. 
Al fin Sibö decidió visitar a la señorita a su palenque Jútsini, ella hacia el aseo y ambos se saludaron y le preguntó si ya se había decidido tener un hombre de compañía y ella le preguntó que ese hombre como era y Sibö le dijo que idéntico a ella pero con diferentes órganos genitales pero ella no quería tener compañía, se sentía bien así y quería seguir siendo libre.
Sibö visitó varias veces el palenque para insistirle que debía tener un compañero hasta llegar a convencerla y ella quiso conocer al nuevo compañero, Sibö y la señorita ayunaron dos días y escalaron toda la colina y se fueron al infinito en medio del Universo a buscar la casa del señor Shulákama. Cuando llegaron al palenque del señor fueron mal atendidos, el señor Shulákama les dijo: “Estoy ayunando y haciendo dieta porque me di cuenta que usted, señor Sibö, va a hacer aparecer muchos Ditsa que son las semillitas de los hombres de maíz, y todo eso será mío”.
Además ustedes me traen mala energía, váyanse y regresen de donde vinieron, no quiero a nadie en mi casa, menos a una mujer. Y se marcharon pero Sibö le siguió insistiendo a Shulákama: ¿Qué te parece tener una compañera de casa? ¡Qué fascinante sería que tuvieras una esposa como la señorita Bulumia! …. A Shulákama se le fue ablandando el ánimo y aceptó, y le pidió disculpas a la señorita Bulumia por la poca cortesía de bienvenida, aunque ella sería su señora esposa y él todos los días cortaba troncos del árbol de pejibaye donde labraba.
En un momento que Shulákama se durmió, Sibö soplo suave los restos de los materiales que sobraban y las recogió y en una ceremonia las convirtió en culebras no venenosas, estas devoraban las culebras venenosas de Shulákama.
Shulákama se enamoró de la señorita Bulumia y vivieron en unión libre. Y Bulumia quería un bastón o báculo como el del señor y este le hizo uno de una terciopelo y las reglas eran: llevarlo siempre en forma vertical, para dormir debía colocarlo detrás de la cabeza, llevarlo con el brazo derecho.
Pasaron unos meses y la señora quedó embarazada y el señor estaba feliz y orgulloso. Un día la señora no quiso cumplir las reglas del báculo y un día quería ir a defecar y coloco el bastón en diferentes posiciones y vio como su bastón poco a poco se enrollo escondiéndose en un matorral, cuando dejó de defecar se fue a buscar su báculo pero no lo encontró y se sentó en un tronco pero no encontró nada. Regreso a casa y le contó lo sucedido al señor y le pidió que la ayudara a buscarlo pero el le dijo: vaya usted ahí tiene que estar su bastón , ella dio vueltas en un matorral y al instante sintió una mordida y era su mismo báculo, llegó a su casa casi moribunda y el contó a su esposo lo sucedido y el enojado dijo: "por eso no quería darte el bastón, ha llegado tu fin", hasta que murió pero su feto en el vientre se seguía moviendo, Shulákama encontró el báculo.
Sibö llegó al palenque del señor y envolvió el cuerpo de la señora en hojas y se la trajo a la Tierra. Sibö buscó un asiste, la rana venenosa que se llamaba: Káchabuké y la coloco el vientre de la señora, y le dijo que se quedada cuidando el cadáver de Bulumia y que no se moviera de allí porque sino ocurre algo inesperado, la rana se sentía orgullosa de ser el escogido para cuidar el cadáver. En la soledad el miedo devoraba a la ranita y temblaba, el segundo día tenía mucha hambre y no había nada para comer y así paso cuatro días, Sibö mando un abejorro para que la rana lo atrapara y se lo comiera pero la rana no pudo y el abejorro choco con unos árboles y aterrizó y la rana se abalanzo para atraparlo y al pegar el brinco logró su propósito, pero escuchó un viento y corrió de nuevo al cadáver pero el esfuerzo fue inútil, el vientre se desprendió del cadáver y un arbolito era el feto y este se llamó: Duluítami
Al día siguiente llegó Sibö buscando a la ranita y esta estaba jugando y Sibö le dijo: ¿Por qué no hiciste lo que te dije? Y la ranita le explicó que ella tenía mucha hambre e intentó agarrar el abejorro.
El árbol creció con todo su esplendor y fue maravilloso. Un día la casa de Sibö se movió mucho y era la rama del árbol y allí se quedó, entonces Sibö buscó a los espíritus para cortar las ramas porque no existían los humanos y lo cortaron, aunque se sentía alegre de que un árbol creciera por primera vez sobre la roca madre, pero como el árbol crecía demasiado entonces los espíritus decidieron cortarlo pero ellos debían ser buenos, respetuosos, buenas costumbres… 
En aquel tiempo todo lo hacían con alegría, cantando, bailando…, por eso la gente realiza las cosas con felicidad, mientras cortaban el árbol este crujía. Sibö dijo que no quería que lo cortaran tan temprano y escondido camino despacio para ver el árbol y lo abrazo y como no quería que lo cortaran lo volvió a armar y le comenzó a cantar hasta que se cerró de manera intacta. A la mañana siguiente los espíritus regresaron para terminar de cortar el árbol pero el árbol estaba sin heridas y lo volvieron a cortar y Sibö lo volvió a reparar en la noche y a otro día los espíritus culparon a Sibö de burlarse de ellos pero él dijo que le dieran otra oportunidad y cuando volvieron a cortar el árbol hizo que las hachas se quebraran y para construirlas fuertes de nuevo debían ir a la casa de señor Ógama. Pero no quiso darles nada, estaba molesto por la visita de ellos, pero luego si se los dio y se marcharon. Sibö se enamoró de las damas desnudas elegantes y se subió a unas ramas para verlas pero estas se quebraron y Sibö tuvo un accidente y el cuerpo cayo en Tierra en trozos y Sulá mando a todos los animalitos a traer todos los órganos y Sulá lo construyó de nuevo hasta el día de hoy, pero como no hablaba entonces Sulá dijo que el zopilote se comió un órgano y este fue golpeado por un ayudante hasta que voto el hígado de Sibö y vuelve a ser el mismo.
Sibö le pide a la anciana Bulikela que no reine la faz de la tierra y le pide el favor de sujetar el tronco cuando se va a caer para que no rebote muy fuerte. Ella lo hizo pero el tronco rebotó tan alto que los pájaros se esparcieron por toda la tierra y el tronco aplastó a la viejecita y por eso la humanidad iba a sufrir muchos desastres. Luego Sibö le pidió al venado Mulurbi je jami Duéyabei que tomara la copa del árbol y la arrastrara cuatro veces alrededor de su casa es decir la Tierra y soplo y transformó el tronco en el mar y las aves que vivían en el tronco ahora son animales marinos y las ramas del árbol dependiendo del tamaño se convirtieron en lagos, pozos lagunas y aguas salinas.